# Исаченко, Анатолий Михайлович
Анато́лий Миха́йлович Иса́ченко (бел. Анато́ль Міха́йлавіч Іса́чанка, род. 15 марта 1966, д. Кузнец, Клинцовский район, Брянская область, РСФСР, СССР) — белорусский государственный деятель. Председатель Могилёвского областного исполнительного комитета с 13 декабря 2021 года. Заместитель Председателя Совета Республики Национального собрания Республики Беларусь (6 декабря 2019 — 13 декабря 2021).

## Биография
Родился 15 марта 1966 года в деревне Кузнец Клинцовского района Брянской области.
В 1988 году окончил Белорусскую сельскохозяйственную академию, в 2005 году — Академию управления при Президенте Республики Беларусь.
Трудовую деятельность начал старшим инженером колхоза «Советская Белоруссия» в Горецком районе Могилёвской области. После этого занимал различные должности, с 2000 года — директор колхоза «Городец» Шкловского района, того самого колхоза, который до своего избрания Президентом возглавлял Александр Лукашенко.
В Шкловском районе Могилевской области являлся заместителем председателя, начальником управления сельского хозяйства и продовольствия Шкловского райисполкома. Работал заместителем председателя комитета по сельскому хозяйству и продовольствию Могилевского облисполкома. Был председателем Кировского районного исполнительного комитета.

## Карьера
С 2008 по 2014 год — заместитель председателя Могилёвского областного исполнительного комитета.
В 2014—2016 годах — председатель Могилёвского областного Совета депутатов.
16 декабря 2016 года назначен помощником Президента Республики Беларусь по Минской области.
С 4 июля 2017 года по 3 декабря 2019 года являлся председателем Минского областного исполнительного комитета.
5 декабря 2019 года назначен членом Совета Республики Национального собрания Республики Беларусь седьмого созыва по президентской квоте. Также Анатолий Исаченко был назначен уполномоченным представителем Президента Республики Беларусь в Минской области.
6 декабря 2019 года был единогласно избран заместителем Председателя Совета Республики Национального собрания Республики Беларусь.
13 февраля 2020 года назначен на должность Национального координатора по достижению Целей устойчивого развития.
7 июля 2020 года в ходе 58-й сессии Парламентского Собрания Союза Беларуси и России избран Заместителем Председателя Парламентского Собрания Союза Беларуси и России.
13 декабря 2021 года назначен председателем Могилевского облисполкома.

## Награды
- Медаль «За трудовые заслуги» (2008)[11].
- Медаль «За укрепление боевого содружества» (27 июля 2021, Минобороны России)[12].
- Орден Дружбы народов (2024, Брянская область, Россия)[13].